# Gemeinsame Normdatei
Gemeinsame Normdatei, skraćeno GND, (eng. Integrated Authority File - hrv. Integrirana autoritetska datoteka), također imena eng. Universal Authority File (hrv. Univerzalna autoritetska datoteka), međunarodna autoritetska datoteka (normativna datoteka) za organiziranje osobnih imena, predmetnih odrednica i korporativnih tijela iz kataloga. Većinom se rabi za dokumentiranje u knjižnicama i također u rastućoj je uporabi u arhivima i muzejima. GND-om upravlja Njemačka nacionalna knjižnica (nje. Deutsche Nationalbibliothek, DNB) u suradnji s raznim pokrajinskim knjižničkim mrežama u njemačkom govornom području u Europi i inim partnerima. GND spada pod licenciju Creative Commons Zero (CC0).
GND-ova specifikacija pruža hijerarhiju entiteta visokih razina i podrazreda, korisnih u knjižničnoj klasifikaciji te pristup nedvojbenoj identifikaciji pojedinih elemenata. Također obuhvaća ontologiju namijenjenoj prikazu znanja na semantičku mrežu, dostupnu u formatu RDF.
GND djeluje od travnja 2012. godine i integrira sadržaj sljedećih normativnih (autoritetnih) datoteka, koje su tad ugašene:
- Personennamendatei, PND, Normativna datoteka imena
- Gemeinsame Körperschaftsdatei, Normativna datoteka korporativnih tijela
- Schlagwortnormdatei, SWD, Normativna datoteka predmetnih odrednica
- Einheitssachtitel-Datei des Deutschen Musikarchivs; DMA-EST, Datoteka uniformirana naslova Njemačkog glazbenog arhiva

Od srpnja 2014. normativne podatke se obuhvaća prema pravilima RDA, koje među ostalim primjenjuje Kongresna knjižnica.

## Vanjske poveznice
- HRČAK Ana Vukadin, Imenovani identiteti u predmetnom označivanju: LCSH i Nuovo soggetario, Vjesnik bibliotekara Hrvatske 57, 1/3(2014), 319-342